# Marlins Rimini
I Marlins Rimini sono stati una squadra di football americano di Rimini. Sono stati fondati nel 1993 e hanno chiuso nel 1996. Hanno partecipato al primo livello del campionato italiano di football americano nel 1995 e nel 1996.

## Dettaglio stagioni

### Tornei nazionali

#### Campionato

##### Golden League
| Stagione | regular season | regular season | regular season | regular season | regular season | regular season | playoff | playoff | playoff | playoff | playoff | playoff   | playoff    |
|          | Vin            | Par            | Per            | Tot            | PF             | PS             | Vin     | Per     | Tot     | PF      | PS      | risultato | avversaria |
| -------- | -------------- | -------------- | -------------- | -------------- | -------------- | -------------- | ------- | ------- | ------- | ------- | ------- | --------- | ---------- |
| 1995     | 2              | 0              | 10             | 12             | 112            | 295            | -       | -       | -       | -       | -       | -         | -          |
| 1996     | 5              | 0              | 7              | 12             | 254            | 309            | -       | -       | -       | -       | -       | -         | -          |
| Totale   | 7              | 0              | 17             | 24             | 366            | 604            | -       | -       | -       | -       | -       |           |            |

Fonte: Enciclopedia del Football - A cura di Roberto Mezzetti

##### Serie A2
| Stagione | regular season | regular season | regular season | regular season | regular season | regular season | playoff | playoff | playoff | playoff | playoff | playoff                         | playoff            |
|          | Vin            | Par            | Per            | Tot            | PF             | PS             | Vin     | Per     | Tot     | PF      | PS      | risultato                       | avversaria         |
| -------- | -------------- | -------------- | -------------- | -------------- | -------------- | -------------- | ------- | ------- | ------- | ------- | ------- | ------------------------------- | ------------------ |
| 1994     | 6              | 0              | 2              | 8              | 295            | 12             | 2       | 1       | 3       | 91      | 48      | Sedicesimi di finale/Silverbowl | New Giants Bolzano |
| Totale   | 6              | 0              | 2              | 8              | 295            | 12             | 2       | 1       | 3       | 91      | 48      |                                 |                    |

Fonte: Enciclopedia del Football - A cura di Roberto Mezzetti

##### Serie B
| Stagione | regular season | regular season | regular season | regular season | regular season | regular season | playoff | playoff | playoff | playoff | playoff | playoff    | playoff            |
|          | Vin            | Par            | Per            | Tot            | PF             | PS             | Vin     | Per     | Tot     | PF      | PS      | risultato  | avversaria         |
| -------- | -------------- | -------------- | -------------- | -------------- | -------------- | -------------- | ------- | ------- | ------- | ------- | ------- | ---------- | ------------------ |
| 1993     | 4              | 0              | 0              | 4              | 119            | 45             | 1       | 1       | 2       | 42      | 34      | Eight Bowl | Lumberjacks Fiuggi |
| Totale   | 4              | 0              | 0              | 4              | 119            | 45             | 1       | 1       | 2       | 42      | 34      |            |                    |

Fonte: Enciclopedia del Football - A cura di Roberto Mezzetti

#### Campionati giovanili

##### Under 18
| Stagione | regular season | regular season | regular season | regular season | regular season | regular season | playoff | playoff | playoff | playoff | playoff | playoff   | playoff            |
|          | Vin            | Par            | Per            | Tot            | PF             | PS             | Vin     | Per     | Tot     | PF      | PS      | risultato | avversaria         |
| -------- | -------------- | -------------- | -------------- | -------------- | -------------- | -------------- | ------- | ------- | ------- | ------- | ------- | --------- | ------------------ |
| 1995     | ?              | ?              | ?              | ?              | ?              | ?              | 1+?     | 0       | 1+?     | 78+?    | 30+?    | Campioni  | Lumberjacks Fiuggi |
| Totale   | ?              | ?              | ?              | ?              | ?              | ?              | 1+?     | 0       | 1+?     | 78+?    | 30+?    |           |                    |

Fonte: Enciclopedia del Football - A cura di Roberto Mezzetti

### Altri tornei

#### Memorial Elvio Ancillani
| Stagione | regular season | regular season | regular season | regular season | regular season | regular season | playoff | playoff | playoff | playoff | playoff | playoff   | playoff       |
|          | Vin            | Par            | Per            | Tot            | PF             | PS             | Vin     | Per     | Tot     | PF      | PS      | risultato | avversaria    |
| -------- | -------------- | -------------- | -------------- | -------------- | -------------- | -------------- | ------- | ------- | ------- | ------- | ------- | --------- | ------------- |
| 1995     | -              | -              | -              | -              | -              | -              | 2       | 0       | 2       | 118     | 44      | Campioni  | Rangers Rasai |
| Totale   | -              | -              | -              | -              | -              | -              | 2       | 0       | 2       | 118     | 44      |           |               |

Fonte: Enciclopedia del Football - A cura di Roberto Mezzetti

### Riepilogo fasi finali disputate
| Anno | Luogo   | Evento                   | Fase del torneo             | Incontro                            | Risultato    |
| 1993 | Rimini  | Eightbowl                | Quarti di finale            | Marlins Rimini - Lumberjacks Fiuggi | 24 - 28      |
| 1994 | Bolzano | Superbowl/Silverbowl     | Sedicesimi di finale/Finale | New Giants Bolzano - Marlins Rimini | 26 - 20 o.t. |
| 1995 | Belluno | Memorial Elvio Ancillani | Finale                      | Rangers Rasai - Marlins Rimini      | 18 - 81      |
| 1995 | Rimini  | Younthowl                | Finale                      | Marlins Rimini - Lumberjacks Fiuggi | 78 - 30      |